# 1977 na televisão
Nesta página encontram-se os fatos, estreias e términos sobre televisão que aconteceram durante o ano de 1977.

## Eventos

### Janeiro
- 17 de janeiro — É inaugurada a TV Altamira, afiliada da Rede Tupi em Altamira, Pará.
- 19 de janeiro — É inaugurada a TV Bagé, afiliada da Rede Globo em Bagé, Rio Grande do Sul.

### Fevereiro
- 28 de fevereiro — A programação da Rede Globo passa a ser totalmente em cores.

### Abril
- 7 de abril — A TV Rio é extinta.

### Setembro
- 9 de setembro — É inaugurada a TV Guanabara, emissora própria da Rede Bandeirantes no Rio de Janeiro, RJ. Atualmente, a emissora se chama TV Bandeirantes Rio de Janeiro.

### Outubro
- 26 de outubro — É inaugurada a TV Rio Grande, afiliada da Rede Globo em Rio Grande, Rio Grande do Sul.

### Novembro
- 23 de novembro — É inaugurada a TV Vilhena, afiliada da Rede Bandeirantes em Vilhena, Rondônia.

## Programas

### Janeiro
- 16 de janeiro — Estreia Telecurso na Rede Globo e na TV Cultura.
- 25 de janeiro — Estreia O Espantalho na TV Record.
- 28 de janeiro — Termina Papai Coração na Rede Tupi.

### Fevereiro
- 4 de fevereiro — Termina Escrava Isaura na Rede Globo.
- 7 de fevereiro — Estreia À Sombra dos Laranjais na Rede Globo.
- 25 de fevereiro — Estreia Stadium na TVE Rio de Janeiro.
- 28 de fevereiro — Termina Estúpido Cupido na Rede Globo.

### Março
- 1.º de março — Estreia Locomotivas na Rede Globo.
- 4 de março — Termina Vila Sésamo na Rede Globo.
- 7 de março — Estreia Sítio do Picapau Amarelo na Rede Globo.
- 13 de março — Estreia Os Trapalhões na Rede Globo.

### Abril
- 29 de abril — Termina Vejo a Lua no Céu na Rede Globo.
- 30 de abril — Termina O Julgamento na Rede Tupi.

### Maio
- 1.º de maio — Reestreia Praça da Alegria na Rede Globo.
- 2 de maio
  - Reestreia O Feijão e o Sonho na Rede Globo.
  - Estreia Um Sol Maior na Rede Tupi.
- 9 de maio — Estreia Cinderela 77 na Rede Tupi.
- 23 de maio — Termina À Sombra dos Laranjais na Rede Globo.
- 24 de maio — Estreia Dona Xepa na Rede Globo.

### Junho
- 4 de junho — Estreia Tchan, a Grande Sacada na Rede Tupi.
- 6 de junho — Estreia Éramos Seis na Rede Tupi.
- 13 de junho
  - Termina Duas Vidas na Rede Globo.
  - Termina O Espantalho na TV Record.
- 14 de junho — Estreia Espelho Mágico na Rede Globo.
- 27 de junho — Estreia Nina na Rede Globo.

### Agosto
- 20 de agosto — Termina Cinderela 77 na Rede Tupi.
- 26 de agosto — Termina O Feijão e o Sonho na Rede Globo.
- 29 de agosto — Reestreia Escrava Isaura na Rede Globo.

### Setembro
- 9 de setembro
  - Estreia Festival de Férias na Rede Globo.
  - Estreia Festival de Sucessos na Rede Globo.
  - Estreia Sessão Aventura na Rede Globo.
- 12 de setembro — Termina Locomotivas na Rede Globo.
- 13 de setembro — Estreia Sem Lenço, sem Documento na Rede Globo.

### Outubro
- 9 de outubro — Estreia Vox Populi na TV Cultura.
- 11 de outubro — Termina Titulares da Notícia na Rede Bandeirantes.
- 12 de outubro — Estreia Jornal Bandeirantes na Rede Bandeirantes.
- 22 de outubro — Termina Um Sol Maior na Rede Tupi.
- 24 de outubro
  - Termina Dona Xepa na Rede Globo.
  - Estreia O Profeta na Rede Tupi.
- 25 de outubro — Estreia Sinhazinha Flô na Rede Globo.

### Dezembro
- 5 de dezembro — Termina Duas Vidas na Rede Globo.
- 6 de dezembro — Estreia O Astro na Rede Globo.
- 30 de dezembro — A Rede Globo exibe o Roberto Carlos Especial.
- 31 de dezembro — Termina Éramos Seis na Rede Tupi.

## Nascimentos
| Data           | Nome                     | Profissão                            | Nacionalidade                    | Observações | Ref |
| -------------- | ------------------------ | ------------------------------------ | -------------------------------- | ----------- | --- |
| 13 de janeiro  | Orlando Bloom            | ator                                 | Reino Unido                      |             |     |
| 19 de janeiro  | Bart, o Urso             | urso ator                            | Estados Unidos                   | m. 2000     |     |
| 21 de janeiro  | Jerry Trainor            | ator                                 | Estados Unidos                   |             |     |
| 24 de janeiro  | Johann Urb               | ator                                 | Estados Unidos · Estónia (nasc.) |             |     |
| 29 de janeiro  | Justin Hartley           | ator                                 | Estados Unidos                   |             |     |
| 8 de março     | James Van Der Beek       | ator                                 | Estados Unidos                   |             |     |
| 11 de abril    | Cris Vianna              | modelo e atriz                       | Brazil                           |             |     |
| 23 de abril    | John Cena                | rapper, ator e wrestler profissional | Estados Unidos                   |             |     |
| 26 de abril    | Tom Welling              | ator                                 | Estados Unidos                   |             |     |
| 3 de maio      | Bruno Mazzeo             | roteirista, ator e humorista         | Brazil                           |             |     |
| 17 de maio     | Alessandra Maestrini     | atriz                                | Brazil                           |             |     |
| 21 de maio     | Paloma Duarte            | atriz                                | Brazil                           |             |     |
| 1 de junho     | Danielle Harris          | atriz                                | Estados Unidos                   |             |     |
| 14 de junho    | Camila Pitanga           | atriz                                | Brazil                           |             |     |
| 19 de junho    | Daniel de Oliveira       | ator                                 | Brazil                           |             |     |
| 25 de junho    | Fernanda Lima            | atriz e apresentadora                | Brazil                           |             |     |
| 27 de junho    | Antonio Carlos de Niggro | ator e rapper                        | Brazil                           |             |     |
| 7 de julho     | Reinaldo Gottino         | jornalista                           | Brazil                           |             |     |
| 20 de julho    | Susana Werner            | atriz e modelo                       | Brazil                           |             |     |
| 27 de julho    | Jonathan Rhys Meyers     | ator                                 | Irlanda                          |             |     |
| 25 de agosto   | Jonathan Togo            | ator                                 | Estados Unidos                   |             |     |
| 3 de setembro  | Mike Biaggio             | ator e cantor                        | México                           |             |     |
| 6 de setembro  | Analice Nicolau          | jornalista                           | Brazil                           |             |     |
| 21 de setembro | Daniele Suzuki           | atriz                                | Brazil                           |             |     |
| 24 de outubro  | Chris Flores             | apresentadora                        | Brazil                           |             |     |
| 29 de outubro  | Mouhamed Harfouch        | ator                                 | Brazil                           |             |     |
| 31 de outubro  | Larissa Maciel           | atriz                                | Brazil                           |             |     |
| 9 de novembro  | Paulinho Serra           | ator e humorista                     | Brazil                           |             |     |
| 10 de novembro | Brittany Murphy          | atriz                                | Estados Unidos                   | m. 2009     |     |
| 9 de dezembro  | Andreia Diniz            | atriz e manequim                     | Portugal                         |             |     |
| 29 de dezembro | Katherine Moennig        | atriz                                | Estados Unidos                   |             |     |

## Mortes
| Data             | Nome            | Profissão                    | Nacionalidade  | Observações | Ref   |
| ---------------- | --------------- | ---------------------------- | -------------- | ----------- | ----- |
| 22 de janeiro    | Maysa           | atriz, cantora e compositora | Brazil         | n. 1936     |       |
| 23 de março      | Joan Crawford   | atriz                        | Estados Unidos | n. 1905     |       |
| 2 de maio        | Isaura Bruno    | atriz                        | Brazil         | n. 1916     |       |
| [[25 de dezembro | Charlie Chaplin | ator                         | Reino Unido    | n. 1889     | [ 1 ] |